# Maasarmee (Deutsch-Französischer Krieg)
Die deutsche Maasarmee war ein deutscher Großverband im Deutsch-Französischen Krieg, der neben preußischen vor allem sächsische Einheiten beinhaltete, ab September 1870 nahm die Armee an der Belagerung von Paris teil.

## Gliederung am 19. August 1870

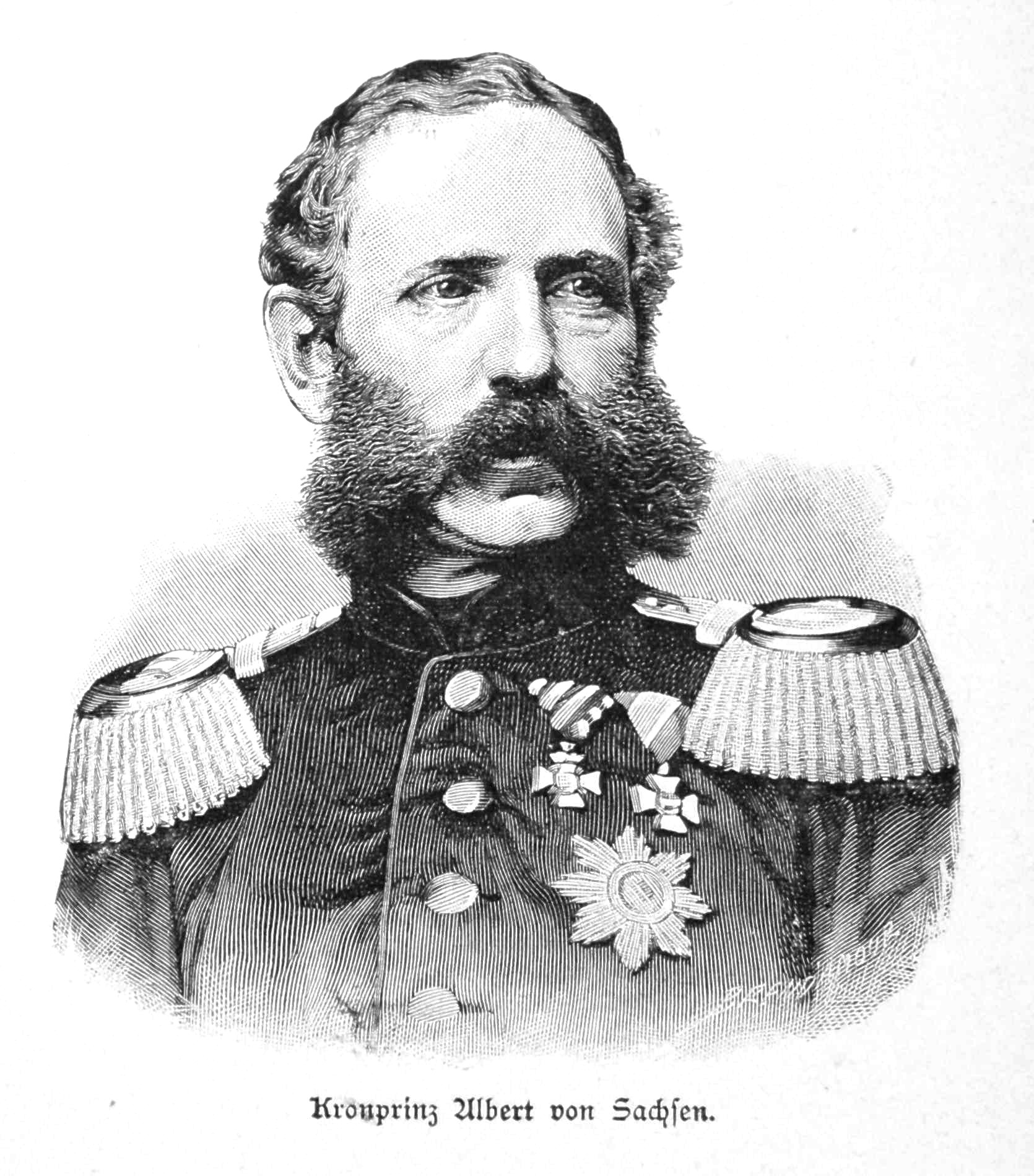
Oberbefehlshaber Kronprinz Albert von Sachsen

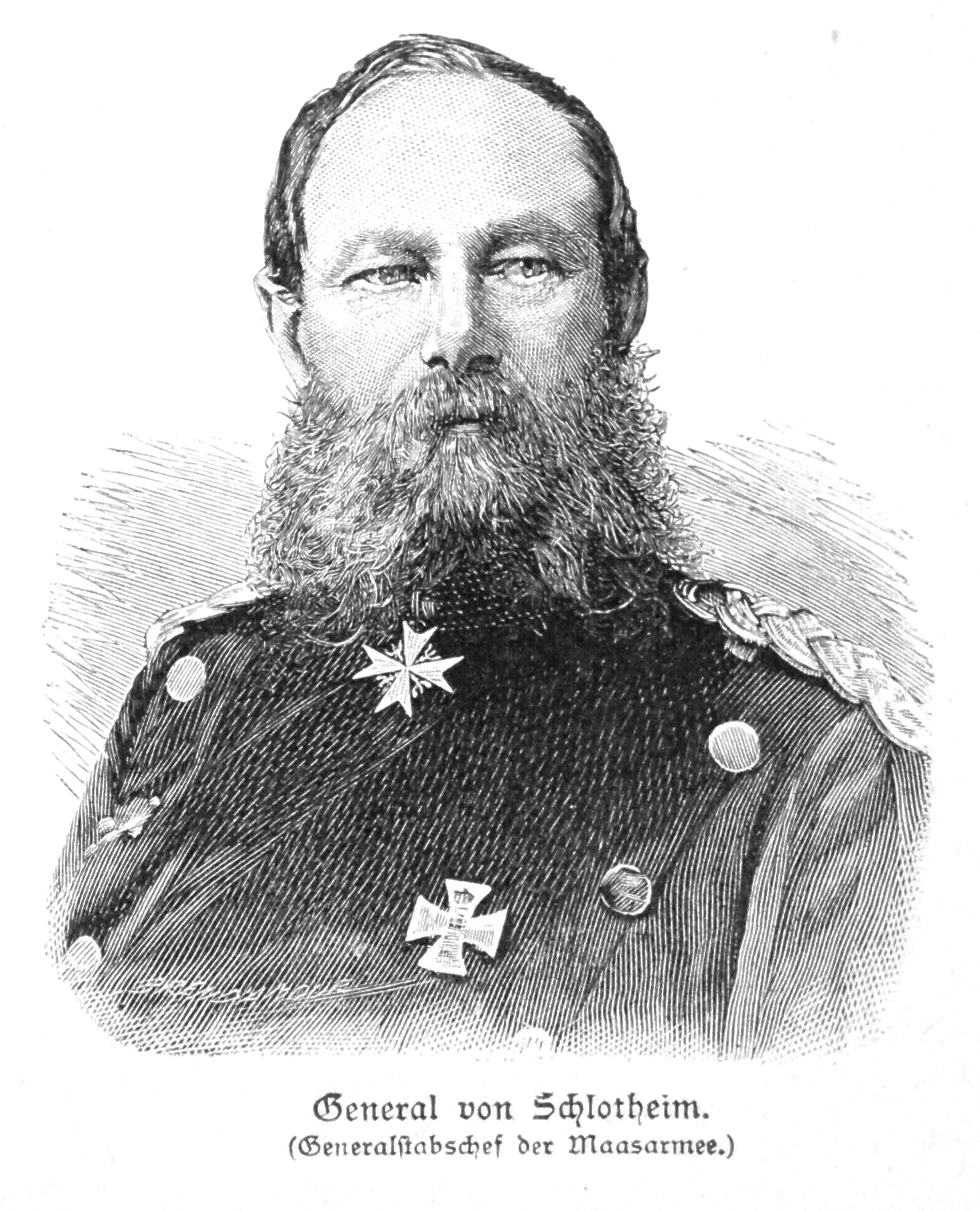
General Ludwig von Schlotheim, Chef des Generalstabes

Nach der Schlacht von Gravelotte erfolgte am 19. August bei den Deutschen eine neue Heeresorganisation: die deutsche 2. Armee musste für die Bildung einer neuen 4. Armee drei Korps und ihre Kavallerie abgeben. Den Oberbefehl der neuen Armee, fortan nur als Maas-Armee bezeichnet, übernahm Kronprinz Albert von Sachsen, als Generalstabschef wurde ihm der preußische General Ludwig von Schlotheim beigegeben. Die Maasarmee zählte bei der Aufstellung 83 Bataillone (70.028 Mann Infanterie), 116 Eskadrons (16.247 Reiter) und 288 Geschütze.
Gardekorps unter Generalleutnant Prinz August von Württemberg
- 1. Garde-Infanterie-Division: Generalmajor Alexander von Pape
- 2. Garde-Infanterie-Division: Generalleutnant Rudolph Otto von Budritzki

IV. Armee-Korps unter General der Infanterie Gustav von Alvensleben
- 7. Infanterie-Division: Generalleutnant Julius von Groß, gen. von Schwarzhoff
- 8. Infanterie-Division: Generalleutnant Alexander von Schoeler

sächsisches XII. Armee-Corps unter Prinz Georg von Sachsen
- 23. Infanterie-Division: in Vertretung Generalmajor von Schwarzhoff ? (ab 22. August Alban von Montbé)
- 24. Infanterie-Division: Generalmajor Gustav Erwin Nehrhoff von Holderberg
- 5. Kavallerie-Division: Generalleutnant Albert von Rheinbaben
- 6. Kavallerie-Division: Generalleutnant Herzog Wilhelm zu Mecklenburg[1]

## Geschichte der Feldzüge

### Der Marsch auf Sedan
Die unter Marschall Mac-Mahon bei Châlons zusammengezogene französische Châlons-Armee begann am 23. August 1870 mit dem Marsch nach Reims in der Absicht, über Montmédy an der belgischen Grenze entlang zur bei Metz eingeschlossenen Rheinarmee zu gelangen. Die deutsche 3. Armee unter dem preußischen Kronprinzen Friedrich Wilhelm und die Maasarmee unter dem sächsischen Kronprinzen marschierten währenddessen konzentrisch auf Châlons zu, da sie den Gegner noch vor sich in Richtung Paris vermuteten. Auf dem Weg der Maasarmee befanden sich die Befestigungsanlagen von Verdun, das am 23. August erreicht wurde. Nachdem ein Angriff ohne Erfolg geblieben war, musste die Stadt umgangen werden, die Zernierung wurde aber eingeleitet. Bis zum 24. August hatte das deutsche Heer bereits Verstärkungen von 150.000 Mann erhalten. Ein anderes Hindernis war die Festung von Toul. Nachdem andere Verbände die Beobachtung der Festungen übernahmen, konnte die Maasarmee ihren Vormarsch über Sainte-Menehould und Vitry-le-François fortsetzen.
Aus dem Belagerungsring um Metz wurden vorsorglich das II. Korps herausgenommen, um notfalls die Maasarmee zu unterstützen. Nachdem klar geworden war, dass man die Verstärkung nicht brauchen würde, kehrten sie nach Metz zurück.
Ab dem 26. August begannen sowohl die 3. Armee, wie die auch Maasarmee nach rechts zu schwenken, mit dem Ziel die in Richtung Sedan marschierende Châlons-Armee abzufangen.
Die Maasarmee ging auf Buzancy und Beaumont vor, während zu ihrer Linken die 3. Armee auf Grand-Pré und gegen Vouziers vordrang. Für den 27. August wurden der Vormarsch auf Damvillers sowie die Sicherung der Maasübergänge bei Dun angeordnet; der Vormarsch erfolgte dabei weitgehend ohne Feindberührung. Als die deutschen Truppen die Maas bei Stenay erreicht hatten, mussten die Franzosen noch weiter nördlich ausweichen, um die Festung Metz über Carignan erreichen zu können. Der linke französische Flügel erreichte bei Mouzon die Maas noch ohne Kampf.
Am 29. August kam es bei Nouart zu einem Gefecht zwischen dem französischen 5. Korps und der 24. sächsischen Division. Da es an diesem Tag nur darum ging, die Stärke des Gegners festzustellen, zogen sich die Franzosen am Nachmittag in südlicher Richtung zurück. Am 30. August waren die beiden deutschen Armeen dabei, die Lücke zwischen sich langsam zu schließen. Die Franzosen sahen sich vom preußischen IV. Korps, dem linken Flügel der Maasarmee und dem I. Bayerischen Korps, dem rechten Flügel der 3. Armee angegriffen. Das preußische Gardekorps drang bis nach Beaumont vor; es entwickelten sich heftige Kämpfe, die bis zum Einbruch der Dunkelheit andauerten und in deren Ergebnis die französischen Truppen bis in das Tal der Maas zurückgedrängt wurden. Die Franzosen hatten in der Schlacht bei Beaumont keine Möglichkeit, sich zur Verteidigung zu organisieren, und wurden zurückgetrieben.
Am 1. September 1870 kam es zur entscheidenden Schlacht von Sedan. Während bei der 3. Armee nach dem Maasübergang die Kämpfe in Bazeilles noch tobten, eroberte das XII. Korps nach anfänglichen Schwierigkeiten die Orte Daigny und Moncelle in der Givonne-Schlucht. In Auflösung befindliche Teile verschiedener französischen Korps hatten sich, aus Norden und Süden abgedrängt, in das Wäldchen Garenne nördlich des Ortes geflüchtet und wurden dort im Kreuzfeuer deutscher Artillerie fast vollständig zerschlagen. Die Erstürmung von Fond de Givonne brachte die französischen Linien zum Zusammenbruch, und die Truppen zogen sich ungeordnet und unter ständigem Artilleriefeuer in die alte Festung Sedan zurück. Durch die Kapitulation der ausweglos eingekreisten französischen Armee am 2. September war ein Teil des deutschen Operationsplanes abgeschlossen.

### Einschließung und Belagerung von Paris
Nach dem Sieg bei Sedan erfolgte der Vormarsch der 3. Armee auf Paris, dem auch die Maasarmee folgte. Diese Operation verzögerte sich, da sich die Maasarmee neu formieren musste, erst am 23. August brachen beide Armeen gemeinsam auf. Am 16. September stand die Truppen des sächsischen Kronprinzen bei Nanteuil, die 5. Kavallerie-Division hatte Beaumont und die 6. Kavallerie-Division Saint-Denis erreicht. Die Maasarmee erreichte beim Anmarsch auf das nördliche Vorfeld der Stadt mit dem XII. Armee-Korps unter Claye, mit dem Gardekorps Mitry und dem IV. Armee-Korps Dammartin, die dabei vorgehende Kavallerie überschritt bei Pontoise die Oise. Am 19. September 1870 war Paris vollständig umzingelt und die Belagerung begann, die Maasarmee bezog den Abschnitt am nördlichen Ufer der Seine. Prinz Georg von Sachsen leitete von seinem Hauptquartier Le Vertgalant aus die Einschließung der Ostfront, am 22. September erließ er die endgültigen Befehle zur Verteidigung einer etwa 11000 Schritt langen Cernierungsfront, sein XII. Armeekorps zählte zu diesem Zeitpunkt 21 769 Mann Infanterie, 3353 Mann Kavallerie und 96 Geschütze. Zur Rechten bezog das Garde-Korps, zur Linken die württembergische Feld-Division Stellung. Die Belagerungsfront dehnte sich beim IV. A.K. nach rechts über die Halbinsel Argenteuil aus und erreichte am 21. September mit der 3. Armee die abschließende Verbindung.

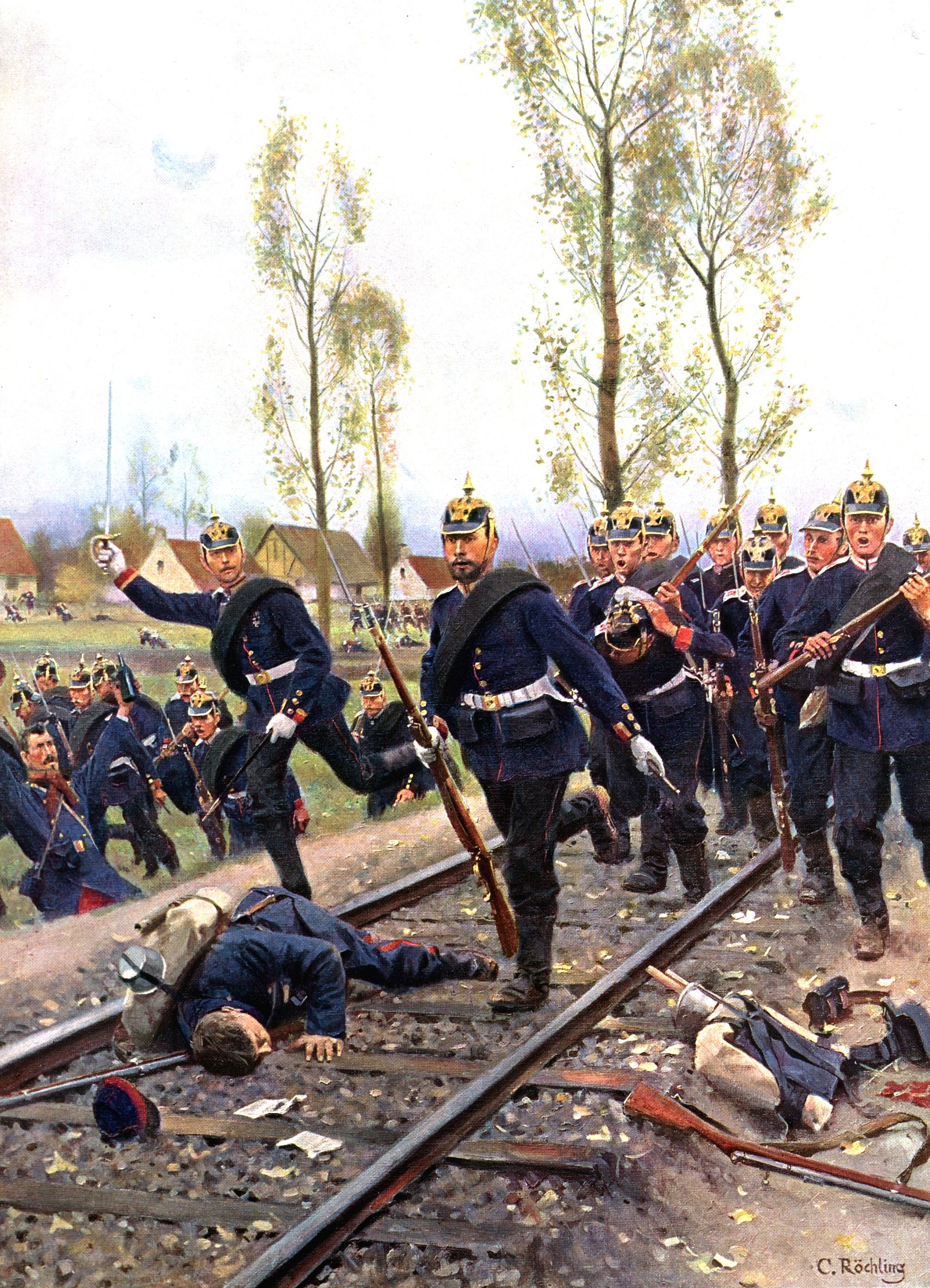
Das Kaiser Alexander Garde-Grenadier-Regiment Nr. 1 am 30. Oktober 1870 bei Le Bourget, Gemälde von Carl Röchling

Der französische General Carrey de Bellemare kommandierte die Verteidigung im Nordabschnitt bei Saint-Denis. Am 29. Oktober 1870 griff er, ohne einen Befehl dazu erhalten zu haben, die preußische Garde bei Le Bourget an und nahm den Ort ein. Die 2. Garde-Division des Generals Rudolph von Budritzki hatte allerdings nur geringes Interesse, ihre Positionen im Dorf zurückzuerobern. Dennoch befahl Kronprinz Albert, den Ort einzunehmen. In der Schlacht von Le Bourget gelang es den preußischen Truppen, diesen zurückzuerobern und ca. 1.200 Franzosen gefangen zu nehmen. Nachdem man von der französischen Kapitulation in Metz erfahren hatte, begann die Moral der Pariser Bevölkerung zu sinken. Am 19. Januar 1871 wurde von rund 90.000 Franzosen ein letzter Durchbruchsversuch bei Buzenval eingeleitet, der von der deutschen 3. Armee abgewiesen wurde. Für den 20. Januar war ein weiterer Angriff geplant. Die zurückgehenden Franzosen zogen sich daher nur bis zum Fort Mont Valérien zurück und sammelten sich dort für einen weiteren Angriff. Dieser unterblieb jedoch, wohl auch weil zu diesem Zeitpunkt bekannt geworden war, dass die zweite Loirearmee geschlagen war und das strategische Ziel einer Vereinigung nicht mehr erreicht werden konnte. Am 26. Januar wurde das deutsch Bombardement auf Paris eingestellt, am 28. Januar 1871 unterzeichnete man den Waffenstillstandsvertrag, der für Paris am 29. in Kraft trat.